# Med eller utan killar
Med eller utan killar (engelska: Boys on the Side) är en amerikansk långfilm från 1995 i regi av Herbert Ross, med Whoopi Goldberg, Mary-Louise Parker och Drew Barrymore i rollerna.

## Handling
Tre kvinnor åker bil över USA: Jane (Whoopi Goldberg), en lesbisk sångerska på jakt efter ett nytt liv efter att ha gjort slut med sin flickvän och blivit avskedad; Holly (Drew Barrymore), en gravid tjej som vill komma bort från sin våldsamma pojkvän; och Robin (Mary-Louise Parker), en mäklare som håller det hemligt att hon drabbats av HIV.

## Rollista
| Whoopi Goldberg     | – Jane DeLuca      |
| Mary-Louise Parker  | – Robin Nickerson  |
| Drew Barrymore      | – Holly Pulchik    |
| Matthew McConaughey | – Abe Lincoln      |
| James Remar         | – Alex             |
| Billy Wirth         | – Nick             |
| Anita Gillette      | – Elaine Nickerson |
| Dennis Boutsikaris  | – Massarelli       |
| Estelle Parsons     | – Louise           |
| Amy Aquino          | – Anna             |

## Utmärkelser
- GLAAD Media Awards
  - Vann: Outstanding film